# Dectobrycon armeniacus
Genre
Espèce
Dectobrycon armeniacus, unique représentant du genre Dectobrycon, est une espèce de poissons d'eau douce téléostéens de la famille des Characidae (ordre des Characiformes).

## Répartition
Dectobrycon armeniacus est endémique du Pérou.

## Description
Dectobrycon armeniacus peut mesurer jusqu'à 66 mm, queue non comprise.

## Classification
Le genre Dectobrycon et l'espèce Dectobrycon armeniacus ont été décrits en 2006 par Axel Zarske (d) et Jacques Géry,.

## Étymologie
Le nom générique, Dectobrycon, se compose du grec ancien δεκτικός, dektikós, « mordant », ce qui fait allusion à l'attitude de ces poissons en captivité, et du suffixe -brycon fréquemment utilisé pour les Characidae. 
Son épithète spécifique, du latin armeniacus, « orange terne », fait référence à son nom vernaculaire anglais en aquariophilie, Apricot Tetra, qui lui-même fait référence à la couleur de ce poisson à l'état vivant.

## Publication originale
- (de) Axel Zarske et Jacques Géry, « Beschreibung einer neuen Salmler-Gattung und zweier neuer Arten (Teleostei: Characiformes: Characidae) aus Peru und Brasilien », Zoologische Abhandlungen, vol. 55,‎ 25 mai 2006, p. 31-49 (ISSN 0375-5231, lire en ligne).